# 紫阳站 (黄海南道)
紫陽站（韓語：자양역）是位于朝鮮民主主義人民共和國黃海南道碧城郡的一個鐵路車站。屬於甕津線。

## 邻近车站
甕津線
碧城站 - 紫陽站 - 長屯站